# Гудлак Джонатан
Гудлак Ебел Джонатан (англ. Goodluck Ebele Jonathan; нар. 20 листопада 1957) — політик та державний діяч Нігерії, президент Нігерії (2010—2015). За віросповіданням — християнин. Етнічне походження — іджо.

## Біографія
Він був губернатором штату Баєлса з 9 грудня 2005 року по 28 травня 2007 року. 29 травня 2007 року його було приведено до присяги як віцепрезидента Нігерії. Джонатан — член правлячої Народно-Демократичної партії. 13 січня 2010 року федеральний суд передав йому повноваження президента, оскільки раніше обраний президент Умару Яр-Адуа проходив тривалий курс лікування в Саудівській Аравії. 9 лютого 2010 року Сенат Нігерії підтвердив передачу повноважень. У березні 2010 Джонатан розпустив кабінет міністрів, який дістався йому від попереднього президента, і приступив до призначання нових міністрів, чим викликав невдоволення у середовищі прихильників Умару Яр-Адуа. 6 травня 2010 року його приведено до присяги як президент Нігерії у зв'язку зі смертю Умару Яр-Адуа. 2011 року виставив свою кандидатуру на президентських виборах та переміг у першому турі.